# Zions Bank Stadium
Das Zions Bank Stadium ist ein Fußballstadion in der US-amerikanischen Stadt Herriman im Bundesstaat  Utah. Es wurde im April 2018 eröffnet und bietet Platz für bis zu 5000 Zuschauer. Die Real Monarchs aus der USL Championship und die Utah Warriors aus der Major League Rugby tragen hier ihre Heimspiele aus.
Das Stadion gehört zur 78 Mio. US-Dollar teuren Zions Bank Real Academy, welche die Nachwuchsakademie sowie das Trainingsgelände von Real Salt Lake aus der Major League Soccer umfasst. Es sollte ursprünglich bereits am 31. März 2018 eröffnet werden, aufgrund von Verzögerungen bei der Errichtung erfolgte die Eröffnung jedoch erst im April. Bereits im Mai 2017 schlossen Real Salt Lake und die Zions Bank einen Vertrag über die Namensrechte am Stadion.
Die erste Sportveranstaltung im Stadion war ein Spiel der Utah Warriors gegen Prairie Wolf Pack, das am 20. April 2018 stattfand und von 3143 Zuschauern besucht wurde. Die Real Monarchs trugen ihr erstes Heimspiel, ein torloses Unentschieden gegen Las Vegas Lights FC, am 30. April 2018 vor 4065 Zuschauern aus.
Im Juni und Juli 2020 wurde im Zions Bank Stadium und im Rio Tinto Stadium der NWSL Challenge Cup ausgetragen, ein spezieller Wettbewerb zu Beginn der Saison 2020 der National Women’s Soccer League, die aufgrund der COVID-19-Pandemie verschoben werden musste. Hierbei wurden die Vorrunde und die Viertelfinals im Zions Bank Stadion ohne Zuschauer ausgetragen.